# ウィリアム・フランシス・マクベス
ウィリアム・フランシス・マクベス（William Francis McBeth, 1933年3月9日 - 2012年1月6日）は、アメリカ合衆国の作曲家、指揮者。

## 略歴
テキサス州ラボックに生まれ、ハーディン＝シモンズ大学、テキサス大学、およびニューヨーク州ロチェスターのイーストマン音楽学校で音楽を学ぶ。師事した人物はハワード・ハンソン、クリフトン・ウィリアムズ、バーナード・ロジャースなど。1957年からアーカンソー州のワシタ・バプテスト大学で教鞭を執り、またリトルロックのアーカンソー交響楽団で指揮者を務めた。
1962年に指揮したアーカンソー・オールステート・バンドのテナーサックスの奏者の中に、当時15歳のビル・クリントンがいたことが知られている。
1963年に『交響曲第3番』でハワード・ハンソン賞を受賞。マクベスは客員指揮者として、ドイツ・フランス・イタリア・イングランド・スコットランド・アイスランド・カナダおよび日本などに招かれた。
1993年-1994年アメリカ吹奏楽指導者協会(American Bandmasters Association)会長を務め、その間1994年3月に日本吹奏楽指導者協会(会長:秋山紀夫(当時))と合同で第5回JBA-ABA合同会議をハワイ州ホノルルで開催した。
2012年1月6日、死去。78歳没。

## 作品

### 管弦楽曲

#### 交響曲
- 1955年 交響曲第1番 Symphony No. 1, opus 7
- 1956年 交響曲第2番 Symphony No. 2, opus 10
- 1963年 交響曲第3番 Symphony No. 3, opus 27
- 1969年 交響曲第4番 Symphony No. 4, opus 49A

#### その他の管弦楽曲
- 1956年 Suite on a Biblical Event, opus 8
- 1956年 Overture for Orchestra, opus 9
- 1957年 Pastorale, for Woodwinds and Strings, opus 11
- 1960年 Pastorale and Allegro, opus 21
- 1961年 Allegro Agitato, opus 24
- 1963年 Quanah, opus 29
- 1974年 Grace, Praeludium and Response, opus 53
- 1974年 The Badlands, opus 54A
- 1975年 カディッシュ Kaddish, opus 57A

### 吹奏楽曲
- 1954年 Orfadh, opus 3
- 1954年 バンドのためのディヴェルティメント Divertimento for Band, opus 4
- 1959年 カヴァタ Cavata, opus 17
- 1960年 バンドのための第2組曲 Second Suite for Band, opus 20
- 1961年 Narrative, opus 23
- 1961年 聖歌と祭り Chant and Jubilo, opus 25
- 1963年 モザイク Mosaic, opus 29A
- 1964年 Reflections Past, opus 30
- 1964年 Joyant Narrative, opus 34
- Two Fanfares
  1. 1959年 Thaxton Fanfare, opus 16
  2. 1964年 Cooper Fanfare, opus 32
- 1965年 バッタリア Battaglia, opus 36
- Two Symphonic Fanfares
  1. 1965年 Jenkins Fanfare, opus 35
  2. 1966年 TCU Fanfare, opus 38
- 1966年 Cantique and Faranade, opus 39
- 1967年 Texas Tech Fanfare, für zwei Blasorchester, opus 43
- Symphonic Sounds for the Field
  1. 1967年 Bowie Fanfare, opus 41
  2. 1968年 Fredericksburg Fanfare, opus 45
- 1967年 マスク Masque, opus 44
- Big Sounds for young bands
  1. 1967年 Weiss Fanfare, opus 42
  2. 1968年 Jayton Fanfare, opus 46
- 1969年 ドラマティコ Drammatico, opus 48
- 1969年 ディヴァージェンツ Divergents, opus 49
- 1971年 第七の封印 The Seventh Seal, opus 50
- 1973年 Festive Centennial, opus 51
- 1973年 神の恵みを受けて To be Fed by Ravens, opus 52
- 1974年 カプリツィオ・コンチェルタント Capriccio Concertant', opus 54
- 1975年 シンフォニックバンドのためのカディッシュ Kaddish for Symphonic Band, opus 57
- 1976年 New Canaan, opus 58
- 1977年 カント Canto, opus 61
（全日本吹奏楽コンクール1978年度課題曲）
- 1979年 カッチア Caccia, opus 62
- 1979年 カヴァタ Cavata, opus 63
- 1981年 トランペットの祝祭 The Feast of Trumpets, opus 64
- 1981年 Grace Praeludium, opus 65
- 1982年 フローリッシュ Flourishes, opus 66
- 1983年 Praises, opus 70
- 1984年 ベオウルフ〜英雄的三部作 Beowulf - An Heroic Trilogy, opus 71
- 1986年 To the Unknowns, opus 73
- 1986年 With Sounding Trumpets, opus 74
- 1987年 第5のトランペッター The Fifth Trumpeter, opus 75
- 1988年 They Hung Their Harps in the Willows, opus 77
- 1990年 水夫と鯨 Of Sailors and Whales, opus 78
  1. イシュメール Ishmael
  2. Queequeg
  3. Father Mapple
  4. エイハブ Ahab
  5. 白鯨 The White Whale
- 1991年 Drayton Hall Esprit, opus 79
- 1992年 Daniel in the Lion's Den, opus 80
- 1992年 This Land Of El Dorado, opus 81
- 1993年 このぶどうからのワイン Wine From These Grapes, opus 83
- 1993年 Through Countless Halls of Air, opus 84
  1. First Flight – Daedalus And Icarus,
  2. Kitty Hawk – Orville And Wilbur,
  3. High Flight – BeeGee and the Blackbird
- Come Wandering Shepherds
- Eulogies by the Bard of Great Falls
- Fanfare "The Lions of North Bridge"
- Lauds And Tropes
  1. Laud I, II.
  2. Trope I, III.
  3. Laud II, IV.
  4. Trope II, V.
  5. Laud III
- Tenebrae
- The Gathering of the Waters
- When Honor Whispers And Shouts

## 著作
- 1972年 バンド音楽の効果的演奏 Effective Performance of Band Music
  - (翻訳) 吹奏楽曲の効果的演奏法 : 20世紀の吹奏楽曲における特殊な問題の解決法 (1973年) [2]
- 1979年 理論の新たな理論 New Theories of Theory